# Клаус Хаселман
Клаус Хаселман (Хамбург, 25. октобар 1931) је немачки океанограф, физичар, професор емеритус на Универзитету у Хамбургу и бивши директор Института за метеорологију Макс Планк. Добитник је Нобелове награде за физику 2021. године заједно са Сјукуром Манабеом и Ђорђом Паризијем.

## Биографија
Рођен је 25. октобра 1931. у Хамбургу, његов отац је био економиста, новинар и издавач политички активан за Социјалдемократску партију Немачке од 1920-их. Због његових активности породица је емигрирала у Уједињено Краљевство средином 1934. године на почетку Трећег рајха како би побегла од репресивног режима и прогона социјалдемократа, а Клаус Хаселман је одрастао у Уједињеном Краљевству од друге године. Живели су у Велвин Гарден Ситију, северно од Лондона, а његов отац је радио као новинар. Иако нису били Јевреји живели су у блиско повезаној заједници углавном јеврејских немачких емиграната и добијали помоћ од енглеских квекера када су стигли у земљу. Клаус Хаселман је похађао основну школу и гимназију у Велвин Гарден Ситију. Изјавио је да се „осећао веома срећно у Енглеској” и да му је енглески матерњи језик. Његови родитељи су се вратили у Хамбург 1948. године али Хаселман је остао у Енглеској да заврши школовање. У августу 1949, са скоро осамнаест година, је пратио родитеље у Хамбург како би студирао. После похађања практичног курса из машинства 1949—1950. уписао је Универзитет у Хамбургу, студије физике и математике. Током своје каријере је углавном био повезан са Универзитетом у Хамбургу и Институтом за метеорологију Макс Планк који је основао. Пет година је провео у Сједињеним Америчким Државама као професор на Институту за океанографију и Океанографском институту у Вудс Хоулу, а годину дана као гостујући професор на Универзитету у Кембриџу. Најпознатији је по развоју Хаселмановог модела климатске промене где систем са дугом меморијом (океан) интегрише стохастичко форсирање трансформишући тако сигнал белог шума у црвени објашњавајући тако свеприсутни сигнал црвеног шума који се виде у клими. Ожењен је математичарком Сузаном Хаселман од 1957. године, са којом има троје деце, са којом је и професионално сарађивао. Његова супруга је била виши научник на Институту за метеорологију Макс Планк.

## Радови о моделирању и политици климатских промена
- Hasselmann, Klaus (1976). „Stochastic climate models Part I. Theory”. Tellus. 28 (6): 473. doi:10.3402/tellusa.v28i6.11316. Приступљено 3. 11. 2021.
- Hasselmann, Klaus (1993). „Optimal Fingerprints for the Detection of Time-Dependent Climate Change”. Journal of Climate. 6 (10): 1957. doi:10.1175/1520-0442(1993)006%3C1957:OFFTDO%3E2.0.CO;2. Приступљено 3. 11. 2021.
- M. Welp, K. Hasselmann, C. Jaeger, Climate Change and Paths to Sustainability: the Role of Science- Based Stakeholder Dialogues Архивирано на веб-сајту  (5. октобар 2021), The Environment
- Barnett, Tim; Zwiers, Francis; Hengerl, Gabriele; Allen, Myles; Crowly, Tom; Gillett, Nathan; Hasselmann, Klaus; Jones, Phil; Santer, Ben; Schnur, Reiner; Scott, Peter; Taylor, Karl; Tett, Simon (1. 5. 2005). „Detecting and Attributing External Influences on the Climate System: A Review of Recent Advances”. Journal of Climate. American Meteorological Society. 18 (9): 1291—1314. Bibcode:2005JCli...18.1291.. ISSN 1520-0442. doi:10.1175/jcli3329.1. hdl:11858/00-001M-0000-0011-FF92-2.
- Weber, Michael; Barth, Volker; Hasselmann, Klaus (2005). „A multi-actor dynamic integrated assessment model (MADIAM) of induced technological change and sustainable economic growth”. Ecological Economics. Elsevier BV. 54 (2–3): 306—327. ISSN 0921-8009. doi:10.1016/j.ecolecon.2004.12.035.
- Hasselmann, K. (12. 12. 2003). „The Challenge of Long-Term Climate Change”. Science. American Association for the Advancement of Science (AAAS). 302 (5652): 1923—1925. Bibcode:2003Sci...302.1923H. ISSN 0036-8075. PMID 14671292. S2CID 5794113. doi:10.1126/science.1090858. hdl:11858/00-001M-0000-0012-012D-E.
- Ledley, Tamara S.; Sundquist, Eric T.; Schwartz, Stephen E.; Hall, Dorothy K.; Fellows, Jack D.; Killeen, Timothy L. (28. 9. 1999). „Climate change and greenhouse gases”. Eos, Transactions American Geophysical Union. American Geophysical Union (AGU). 80 (39): 453—458. Bibcode:1999EOSTr..80Q.453L. ISSN 0096-3941. doi:10.1029/99eo00325. (This review paper cites several papers coauthored by Hasselmann.)
- Hasselmann, Klaus (1999). „Linear and nonlinear signatures”. Nature. Springer Science and Business Media LLC. 398 (6730): 755—756. ISSN 0028-0836. S2CID 204992692. doi:10.1038/19635.
- Hasselmann, Klaus (1997). „Climate-change research after Kyoto”. Nature. Springer Science and Business Media LLC. 390 (6657): 225—226. Bibcode:1997Natur.390..225H. ISSN 0028-0836. S2CID 44682419. doi:10.1038/36719.
- Hasselmann, K. (9. 5. 1997). „Are We Seeing Global Warming?”. Science. American Association for the Advancement of Science (AAAS). 276 (5314): 914—915. ISSN 0036-8075. S2CID 140185566. doi:10.1126/science.276.5314.914.